# Nikolaj Někrasov
Nikolaj Vissarionovič Někrasov (rusky Николай Виссарионович Некрасов, 20. říjnajul./ 1. listopadu 1879greg., Petrohrad, Ruské impérium – 7. května 1940, Moskva, SSSR) byl ruský politik a poslední generální guvernér Finského velkoknížectví.

## Životopis

### Mládí
Nikolaj Někrasov se narodil v rodině kněze. V roce 1902 promoval v dopravním inženýrství a odjel do ciziny pro poznání. Do Ruska se vrátil v roce 1904 a stal se vedoucím Tomského technického institutu.

### Kadet
V roce 1905, na konci revoluce, se Někrasov stal členem Konstitučně demokratické strany a začal působit v Jaltě. Za Kadety byl zvolen do 3. a 4. Dumy.
V letech 1909 až 1915 byl Někrasov členem ústředního výboru kadetů. Vystoupil z něho poté, co viděl většinovou ochotu k větším pravomocem vlády během první světové války.
V roce 1916 byl Někrasov zvolen zástupcem předsedy Dumy. Již tehdy byl přesvědčen, že car Mikuláš II. vede zemi k vojenské porážce a revoluci. Začal tak spolupracovat s bývalým předsedou Dumy Alexandrem Gučkovem a průmyslníkem Michailem Tereščenkem, kteří chtěli přesvědčit cara, aby se vzdal trůnu. Jeho třináctiletý syn Alexej by pak usedl na trůn a Mikulášův bratr Michail by se stal dočasným regentem.

### Ministr
V prozatímní vládě roku 1917 se Někrasov stal ministrem dopravy. Přimlouval se za přijetí umírněných socialistů do vlády (menševici a eseři). Na začátku června vyjednával s ukrajinským prezidentem Mychajlem Hruševským, kterému udělil větší míru autonomie. Nesetkal se však se souhlasem svých spolupracovníků, kteří neměli zájem řešit spory s národnostními menšinami.
Dne 8. června se Někrasov stal náměstkem premiéra Alexandra Kerenského a zároveň ministrem financí. Během Kornilovova puče podporoval Kerenského, ale zároveň požadoval, aby Kerenskij odstoupil, že tak vyvede zemi z krize. Za to byl Někrasov uvolněn z vlády.

### Generální guvernér Finska
Počátkem září se Někrasov stal Generálním guvernérem Finska, kdy nahradil Franze Alberta Seyna. Někrasov byl mnohem umírněnější než jeho předchůdci a navrhoval Finsku větší autonomii, v lepším případě úplnou nezávislost.
Ráno 25. října přijel Někrasov do Petrohradu, aby projednal návrh Finské nezávislosti s Kerenským. Zjistil však, že bolševici přepadli Zimní palác a prozatímní vládu svrhli (říjnová revoluce).

### Pozdější život
Někrasov, na rozdíl od jiných ministrů, neemigroval a zůstal v Rusku (což se mu později stalo osudným), nejčastěji pod jinými jmény. Během občanské války nebyl vůbec aktivní a nevzdoroval bolševikům. V roce 1919 odešel do Kazaně.
Po válce byl zatčen a 2 měsíce vězněn. Po propuštění vedl normální život až do dalšího zatčení v roce 1930. Byl obviněn ze spolupráce s menševiky a odsouzen k 10 letům vězení. Předčasně byl propuštěn roku 1933.
Potřetí byl zatčen roku 1939, odsouzen k trestu smrti a zastřelen 7. května 1940. V roce 1991 byl rehabilitován.